# 埃诺西斯

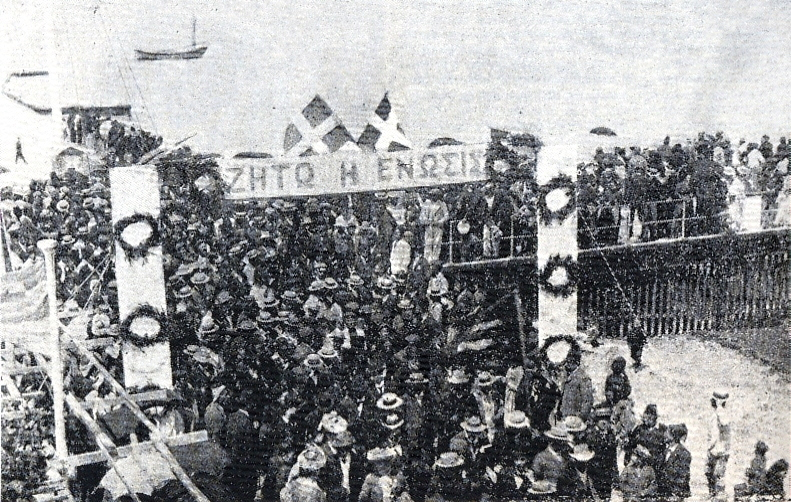
20世纪30年代塞浦路斯支持埃诺西斯的示威活动

埃诺西斯（直译：「联盟」）是一种主张将希腊以外的各个希腊人社群并入希腊的意识形态。这种理念与伟大理想紧密相关，后者是一个希腊国家概念，在1830年现代希腊独立后主导了希腊政治。伟大理想主张统一所有希腊民族聚居的土地，其中部分土地参与了19世纪20年代的希腊独立战争，但并未取得独立，因此仍处于外国统治之下。
最广为所知的埃诺西斯的例子是希腊裔塞浦路斯人之中要求塞浦路斯与希腊联合的运动。在英属塞浦路斯时期，埃诺西斯的理念与塞浦路斯自决运动紧密联系，尤其是在岛上占多数的希腊裔之中。然而，许多土耳其裔反对没有塔克西姆的埃诺西斯，即寻求希腊裔与土耳其裔瓜分该岛。1960年，塞浦路斯共和国诞生，既没有埃诺西斯，也没有塔克西姆。
大约自那时起，塞浦路斯社群间暴力为了响应不同的目标而发生，对埃诺西斯的持续渴望最终导致了1974年塞浦路斯政变，上台的军政府试图实现这一目标。然而，此举促使土耳其发动了对塞浦路斯的入侵，导致了分裂和持续至今的塞浦路斯问题。

## 历史

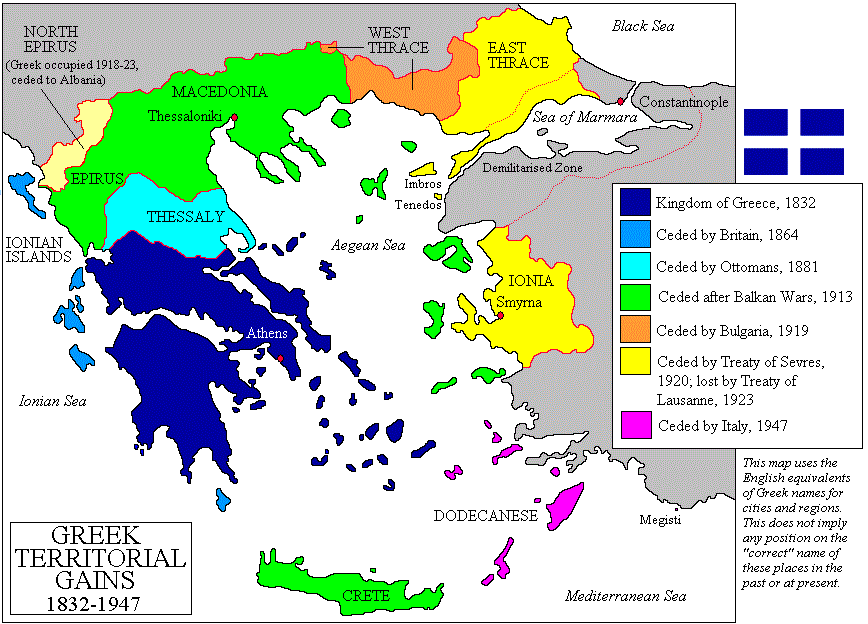
显示1832—1947年希腊领土收益的地图

希腊王国的边境是在希腊独立战争后的1832年伦敦会议上确定的。当时，威灵顿公爵希望将希腊仅限于伯罗奔尼撒半岛，因为英国希望尽可能多地保持奥斯曼帝国的领土完整。最初的希腊国家只包括伯罗奔尼撒半岛、阿提卡和基克拉泽斯群岛。其人口不到100万，居住在境外的希腊人是其三倍，这些人主要居住在奥斯曼帝国的领土之上。其中的许多人渴望被纳入希腊王国，他们当中呼吁与希腊联合的运动经常能得到民众的支持。随着奥斯曼帝国的衰落，希腊进行了扩张，得到了许多领土。
由于1815年《巴黎条约》，伊奥尼亚群岛被置于英国的保护之下，但在希腊独立后，岛民开始憎恶外国统治并要求并入希腊。英国于1864年将这些岛屿转让给希腊。
希腊独立后，色萨利仍处在奥斯曼帝国统治之下。尽管部分领土参与了1821年希腊独立战争最初的起义，但起义很快就被镇压。在第十次俄土战争期间，由于大国保证在战后考虑希腊的领土要求，希腊保持了中立。1881年，希腊和奥斯曼帝国签署了《君士坦丁堡条约》，形成了新的希土边界，将色萨利的大部分地图并入了希腊。
克里特岛在1866—1869年的克里特岛起义期间反抗奥斯曼帝国的统治，并使用了“克里特岛，埃诺西斯，自由或死亡”的口号。1898年，在大国干预下，克里特国建立。1908年，克里特国事实上被希腊兼并，并于1913年《布加勒斯特条约》得到法理上的确认。
希腊独立战争期间，马其顿发生了一场反对奥斯曼帝国统治的起义，但并未成功。1854年发生了一场失败的起义，旨在将马其顿与希腊统一。第十次俄土战争后的《圣斯特凡诺条约》将几乎整个马其顿都授予了保加利亚。这导致了1878年马其顿起义并使得1878年《柏林条约》的裁决被撤销，这些领土仍留在奥斯曼帝国手中。此后是该地区希腊人和保加利亚人旷日持久的马其顿斗争，由此产生的游击战直到1908年7月的青年土耳其党人革命才结束。保加利亚和希腊对马其顿的竞争成为了巴尔干战争的一部分，1913年的《布加勒斯特条约》将大部分地区授予希腊，包括塞萨洛尼基。1913年《伦敦条约》将伊庇鲁斯南部授予希腊，该地区曾于1854年和1878年的伊庇鲁斯起义中反抗奥斯曼帝国的统治。
1821年，西色雷斯的几个地区反抗奥斯曼帝国的统治，并参与了希腊独立战争。在巴尔干战争期间，西色雷斯被保加利亚军队占领；1913年，保加利亚根据《布加勒斯特条约》的条款获得了西色雷斯。一战后，根据1919年《讷伊条约》，西色雷斯被从保加利亚划出，暂时交由协约国管理，然后在1920年的圣雷莫会议上被交给希腊。
一战后，希腊于1919年应获胜的协约国，特别是英国首相大卫·劳合·乔治的邀请，开始占领士麦那和及其周边的安纳托利亚西部地区。1920年的《塞夫尔条约》赋予了占领的合法地位，希腊获得了东色雷斯的大部分地区，并被授予管理士麦那及其腹地的授权。士麦那于1922年被宣布为保护国，但希腊在1919—1923年与新生的土耳其共和国的战争中落败，因而埃诺西斯的尝试失败了。当时大多数在战争中尚未逃离安纳托利亚的基督徒被迫在1923年的希腊土耳其人口互换中搬迁到希腊。
在1828年《伦敦议定书》中，十二群岛的大部被定为新生的希腊国的一部分，担当1830年《伦敦议定书》承认希腊独立时，这些岛屿被留在希腊王国之外。它们于1912年被意大利占领，一直持续到二战后成为英国军方的保护地。1947年，根据对意大利和约，这些岛屿被划与希腊，尽管土耳其表示了反对（土耳其也希望获得这个群岛）。
1914年，北伊庇鲁斯地区的希腊人宣布成立北伊庇鲁斯自治共和国，该地区在巴尔干战争后被并入阿尔巴尼亚。希腊在1914—1916年控制了这一地区，并在1916年3月试图吞并它，但并未成功。1917年，希腊军队被意大利逐出该地区，意大利接管了阿尔巴尼亚的大部分地区。1919年巴黎和会将该地区授予希腊，但希腊在希土战争的失败使得该地重归阿尔巴尼亚的控制之下。1940年，意大利从阿尔巴尼亚入侵希腊，希腊成功反击，并短暂控制了北伊庇鲁斯六个月，直至1941年德国入侵希腊。冷战期间，希腊和阿尔巴尼亚之间的关系仍高度紧张，但随着希腊放弃对北伊庇鲁斯的领土要求并解除两国间的正式战争状态，两国关系在20世纪80年代开始改善。
在现代，除了塞浦路斯之外，居住在阿尔巴尼亚南部的部分希腊社群的埃诺西斯呼声最为高涨。

## 塞浦路斯

### 初始
1828年，希腊第一任总统爱奥尼斯·卡波季斯第亚斯呼吁希腊与塞浦路斯合并，且发生了多场小规模起义。塞浦路斯当时是奥斯曼帝国的一部分。在1878年柏林会议上，塞浦路斯的行政权被移交给了英国。当加尼特·沃尔斯利于当年7月出任第一任高级专员时，基提翁大主教要求英国将塞浦路斯的行政权移交给希腊。英国于1914年吞并塞浦路斯。
利马索尔—帕福斯议员赫里斯托祖洛斯·索佐斯在第一次巴尔干战争期间的比扎尼战役中去世，在埃诺西斯运动中留下了持久的印记，是1931年塞浦路斯起义之前最重要的事件之一。希腊裔的学校和法院暂停了活动，尼科西亚的一家法院升起了一面纪念索佐斯的旗帜。这违反了法律，因为英国在冲突中一直保持中立。塞浦路斯的数十个村庄以及雅典、埃及和苏丹的塞浦路斯社群举行了追悼会。希腊裔塞浦路斯的报纸被民族主义热情席卷，它们将索佐斯与帕夫洛斯·梅拉斯相提并论。索佐斯的照片也被置于希腊议会之中。
1915年，英国提出将该岛割让予希腊，以换取其加入协约国，但遭到拒绝。土耳其于1923年通过《洛桑条约》放弃了对塞浦路斯的所有要求，该岛于1925年成为英国的直辖殖民地。1929年，一个希腊裔塞浦路斯人代表团前往伦敦请求与希腊合并，但收到了否定的回复。1931年反英骚乱后，在英联邦内部寻求自治的愿景发展起来，但埃诺西斯运动占据主导地位。
1882—1960年，希腊裔约占塞浦路斯岛上人口的80%，埃诺西斯运动正源于他们当中正在觉醒的民族主义意识，以及二战后整个大英帝国内部反殖民运动的发展。在希腊裔塞浦路斯人心中，埃诺西斯运动是塞浦路斯从奥斯曼帝国和后来英国统治下解放出来的必然结果。英国提出的一系列在维持英国宗主权下的地方自治的提议都遭到了断然拒绝。

### 20世纪40—50年代
20世纪50年代，塞浦路斯教会对教育系统的影响导致希腊民族主义和埃诺西斯的思想在希腊裔塞浦路斯学校得到推广。学校教科书将土耳其人描述为希腊人的敌人，学生们宣誓效忠希腊国旗。英国当局试图通过出版一份面向学生的社群间期刊以进行反击，并因希腊民族主义倾向而暂停塞浦路斯童军协会的运作。
1949年12月，塞浦路斯东正教会要求英国殖民政府根据塞浦路斯人的自决权，将与希腊合并问题提交全民公投。尽管英国在二战中一直是希腊的盟友，且在最近的希腊内战中支持希腊政府，但英国殖民当局拒绝了这一要求。
1950年，雅典大主教雅典的斯皮里宗领导了希腊国内对与塞浦路斯合并的呼吁。教会是埃诺西斯的坚定支持者，并于1950年1月15日—22日举行了一次全民公投，即1950年塞浦路斯埃诺西斯公投；只有希腊裔塞浦路斯人可以投票。教堂中放置了公开的书册，供18岁以上的人签名，并表明他们是支持还是反对与希腊合并。支持合并的为多数票95.7%。后来，有人指控当地东正教会告诉其教众，不支持合并就意味着被逐出教会。
公投后，一个希腊裔塞浦路斯人代表团访问了希腊、英国和联合国以证明自己的观点，土耳其裔塞浦路斯人以及土耳其的学生和青年组织表示了抗议。最终，英国和联合国都没有被说服支持埃诺西斯。1951年，英国的“小型领地调查”（Smaller Territories Enquiry）编写了一份报告，调查了包括塞浦路斯在内的大英帝国小型领地的未来。报告的结论是塞浦路斯永远不英国独立于英国。1954年英国撤出苏伊士运河基地并将其中东总部迁往塞浦路斯，进一步强化了这一观点。1954年，希腊首次向联合国提出正式请求，要求塞浦路斯人民实施“人民平等权利和自决原则”。直到1958年，希腊政府还向联合国提出了另外四次请求，但均未成功。
1955年，抵抗组织塞浦路斯战士全国组织发起了一场反对英国统治的行动，以期实现与希腊的合并。该运动一直持续到1959年，到那时许多人已经认为埃诺西斯在政治上是行不通的，因为岛上强势的少数族群土耳其裔正愈发自信。相反，1960年，双方同意建立一个独立的国家，并在两个社群之间进行了精心安排的权力分配，脆弱的塞浦路斯共和国就此诞生了。

### 独立后
然而，与希腊合并的想法并没有被立即放弃。在1968年塞浦路斯总统选举期间，塞浦路斯总统马卡里奥斯三世表示，与希腊的合并是“可取的”，但独立建国是“可能的”。
20世纪70年代初期，埃诺西斯的理念对许多希腊裔塞浦路斯人仍有吸引力，希腊裔谴责马卡里奥斯三世支持建立独立的单一国家。1971年，支持埃诺西斯的准军事组织塞浦路斯战士全国组织（EOKA-B）成立，马卡里奥斯三世宣布反对使用暴力来实现与希腊的合并。EOKA-B开始对马卡里奥斯三世政府发动一系列袭击。1974年，塞浦路斯国民警卫队组织了一场针对马卡里奥斯三世的政变，这场政变受到希腊军政府的支持。塞浦路斯土耳其裔领导人拉乌夫·登克塔什呼吁英国和土耳其进行军事干预，以防出现希塞合并。土耳其单方面采取行动，入侵塞浦路斯。此后，土耳其占领了北塞浦路斯。
1974年的事件导致了塞浦路斯的地理分裂和大规模的人口迁移。随后的事件严重破坏的埃诺西斯运动。土耳其裔离开了塞浦路斯政府仍然有效控制的地区，导致该岛南部三分之二的希腊裔塞浦路斯人社会趋于同质化。岛上剩余三分之一的地区以土族为主，越来越多的土耳其国民从土耳其移民到那里。
2017年，塞浦路斯议会通过了一项法律，允许希腊裔塞浦路斯政府学校庆祝1950年塞浦路斯埃诺西斯公投。

## 北伊庇鲁斯

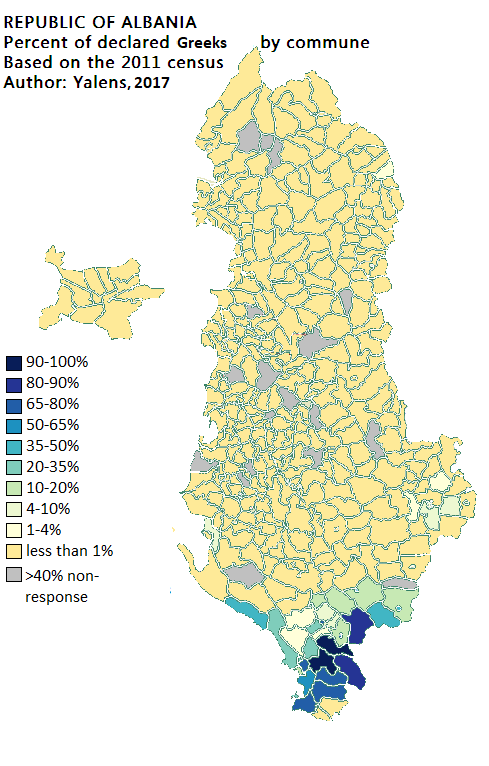
2011年人口普查中称自己为希腊人的人口占比图；由于抵制和违规行为，希腊人和其他群体被认为在数量上代表性不足。

1913—1921年，北伊庇鲁斯历史的突出特点是当地希腊裔希望与希腊王国合并，希腊吞并该地的期望，以及该地最终被授予阿尔巴尼亚公国。
在第一次巴尔干战争期间，北伊庇鲁斯居住了极少数的讲希腊语或阿尔巴尼亚语的东正教徒，与此同时，南伊庇鲁斯处于希腊军队的控制之下，希腊军队此前击退了奥斯曼军队。希腊希望吞并这些领土，然而意大利和奥匈帝国反对这一点，而1913年的《佛罗伦萨条约》将北伊庇鲁斯授予新成立的阿尔巴尼亚公国，该地居民大多数为穆斯林。因此，希腊军队撤出该地，但当地基督徒否认国际局势，决定在希腊政府的秘密支持下，以阿尔伊罗堡（Αργυρόκαστρον，今阿尔巴尼亚吉诺卡斯特）为基础建立一个自治政权。
鉴于阿尔巴尼亚的政治不稳定，列强最终批准了北伊庇鲁斯的自治，于1914年5月17年签署了《科孚议定书》。该议定书承认了在阿尔巴尼亚合法授权下伊庇鲁斯人的特殊地位和自决权。然而，由于阿尔巴尼亚公国政府于8月垮台，2月被任命为该国领导人的维德的威廉亲王于9月返回德国，该协议从未实现。
一战爆发后不久，即1914年10月，希腊王国重新夺回该地区。然而，同盟国在一战期间对希腊问题的态度模棱两可，导致法国和意大利于1916年9月联合占领伊庇鲁斯。在一战结束时，蒂托尼和韦尼泽洛斯的协议计划该地区归属希腊。最终，阿尔巴尼亚从希腊与穆斯塔法·凯末尔领导的土耳其的军事冲突中获利，于1920年11月9日永久占领了该地区。

## 士麦那

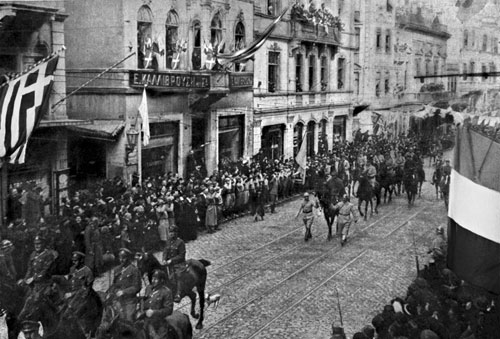
占领君士坦丁堡期间行进的协约国军队

根据《塞夫尔条约》瓜分奥斯曼帝国

一战结束时，协约国的经历集中在对奥斯曼帝国领土的瓜分上。作为1915年《伦敦条约》的一部分，意大利离开了三国同盟，加入了三国协约；此外，意大利被承诺授予十二群岛；如果奥斯曼帝国分裂，它还将得到包括安塔利亚及其周边的安纳托利亚的土地，还可能包括士麦那。但在1915年的晚些时候，作为参战的诱因，英国外交大臣爱德华·格雷与当时的希腊首相埃莱夫塞里奥斯·韦尼泽洛斯的私下会谈中承诺将包括士麦那在内的大部分安纳托利亚海岸地区划归希腊所有。韦尼泽洛斯在这次通信后不久就辞职了，但当他于1917年6月再次正式掌权时，希腊站在协约国一方。
1918年10月30日，协约国与奥斯曼帝国签署了《穆兹罗斯停战协定》，结束了一战的中东战场。英国、希腊、意大利、法国和美国开始讨论关于分割奥斯曼帝国领土的条款，最终产生了《塞夫尔条约》。谈判从1919年2月开始，每个国家对士麦那的看法均有不同。在该地区进行了大量投资的法国人希望保持奥斯曼帝国的领土完整，包括士麦那地区。英国人在这个问题上发生了争执：陆军部和印度部希望维持奥斯曼帝国的领土完整；而首相大卫·劳合·乔治和以乔治·寇松为首的外交部反对这一点，并希望对士麦那进行单独管理。意大利的立场是士麦那理所应当地属于他们，因此当讨论希腊对该地的控制时，外交官们会拒绝发表任何结论。希腊政府紧跟韦尼泽洛斯对伟大理想的追求，并得到劳合·乔治的支持，开始了一场大规模的宣传活动，以促进他们对士麦那的主权要求，活动包括在该市建立外交部长领导下的使团。此外，希腊对士麦那地区的主张得到了伍德罗·威尔逊之十四点和平原则的支持（尽管百分比因来源而各异，但希腊人在当地占明显多数），其中第十二点强调了安纳托利亚地区少数民族的自治发展权。在谈判中，尽管法国和意大利反对，到1919年2月中旬，劳合·乔治将讨论转移到希腊将如何治理此地，而非希腊能否治理此地。为了进一步实现这一目标，他引入了一系列专家，包括阿诺德·约瑟夫·汤因比在内，以讨论士麦那区将如何运作及其对人口的影响。这次讨论之后的1919年2月中旬，韦尼泽洛斯任命他的亲密政治盟友阿里斯蒂迪斯·斯泰尔伊亚迪斯为士麦那高级专员（此职位原本由塞米斯托克利斯·索富利斯担任）。
1919年4月，意大利人登陆并占领了安塔利亚，并开始显示出向士麦那调兵的迹象。在大约同一时间的谈判中，当很明显阜姆不会在和平后给予他们时，意大利代表团走了出去。劳合·乔治在意大利代表团缺席的情况下看到了打破士麦那僵局的机会，据Jensen说，他“编造了一份报告，称土耳其游击队在士麦那地区的武装起义严重威胁着希腊和其他基督教少数群体”。为了保护当地基督徒，也为了限制意大利在安纳托利亚日益增长的行动，法国总理乔治·克列孟梭和美国总统伍德罗·威尔逊支持希腊对士麦那的军事占领。尽管协约国授权希腊军队占领士麦那，但其并不同意希腊对这片领土拥有主权，直到进一步谈判解决这一问题。意大利代表团默许了这一结果，并批准了希腊的占领。

### 土耳其占领士麦那

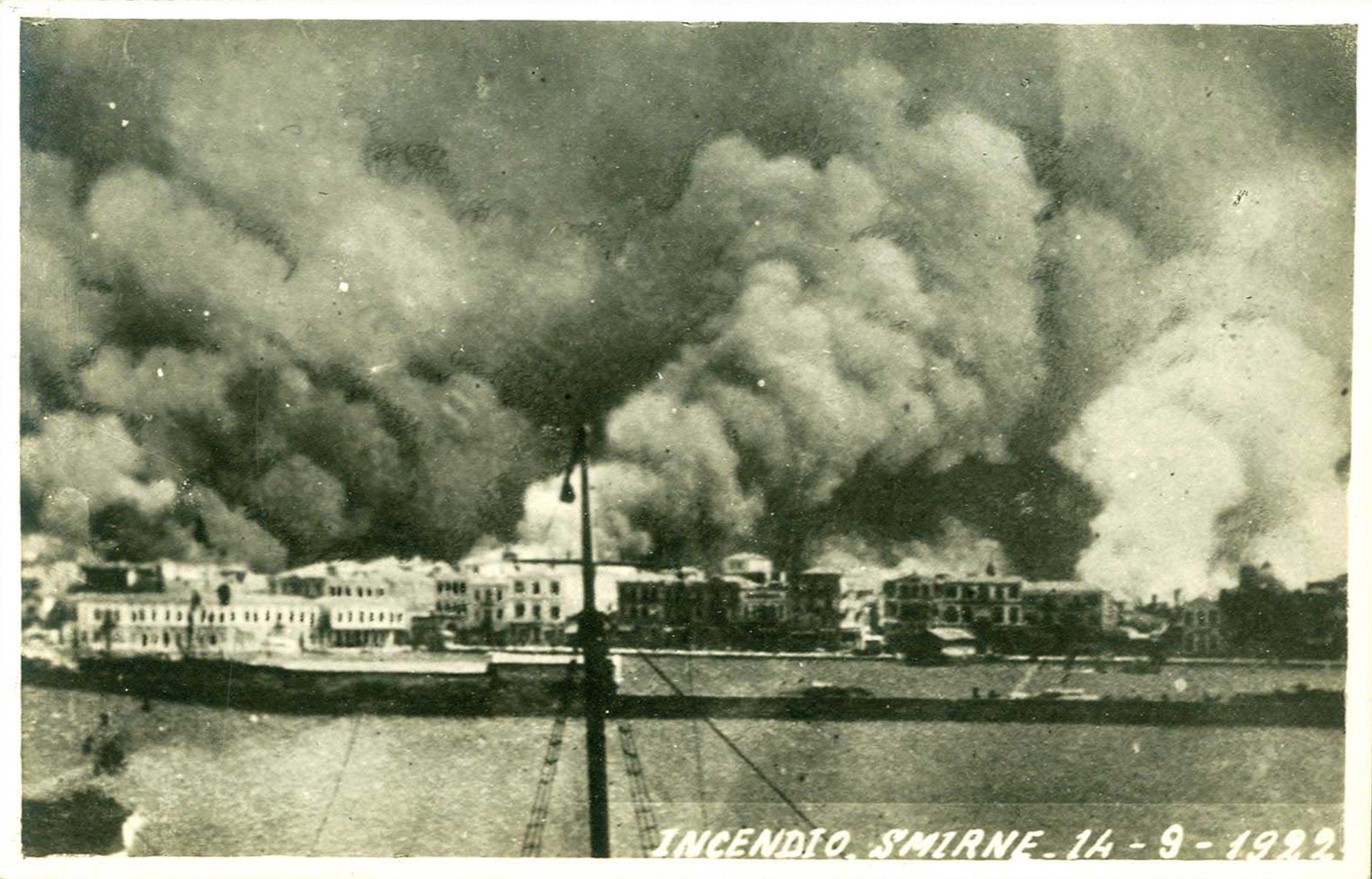
士麦那大火的照片（1922年）

希腊军队于1922年9月9日撤离士麦那，一小群英军进入进入该市以防止抢劫和暴力行为。第二天，穆斯塔法·凯末尔率领一些部队进入这座城市，受到了土耳其人的热烈欢迎。在接管后，土耳其军队和非正规军立刻进行了对希腊裔和亚美尼亚裔居民的暴行。最值得注意的是，当地东正教主教赫里索斯托莫斯被一群土耳其市民用私刑处死。几天后，一场大火烧毁了士麦那的希腊和亚美尼亚区，而土耳其与犹太区则完好无损。火灾被归咎于所有种族群体，而明确的责任仍然难以捉摸。在土耳其方面，这件事件被称为“解放伊兹密尔”。
希腊军队撤离士麦那标志着希土战争大规模冲突的结束，该战争以停火和1923年7月24日签订的《洛桑条约》正式结束。1923年希腊土耳其人口互换中的大部分都是希腊人，他们被迫移民到希腊和其他地方。

## 伊奥尼亚群岛
根据1815年在巴黎签署的英国与（奥地利、普鲁士）和俄罗斯之间关于伊奥尼亚群岛的条约（1815年《巴黎条约》期间签署的条约之一），英国获得了伊奥尼亚群岛的保护权，根据第七条，奥地利帝国将被授予与英国相同的贸易特权。根据条约第四条的规定，起草了“新国家宪法宪章”，并于1817年8月26日批准了“梅特兰宪法”，该宪法建立了一个七岛联邦，托马斯·梅特兰爵士成为其第一任“伊奥尼亚群岛高级专员勋爵”。
几年后，希腊民族主义团体开始形成。尽管他们早些时候将精力投入支持希腊同胞反对奥斯曼帝国的革命，但在希腊独立后，他们将重点转向了与希腊的合并。激进党成立于1848年，是一个支持埃诺西斯的政党。1848年9月，该党成员在凯法利尼亚岛的阿尔戈斯托利翁和利克苏里翁与英国驻军爆发了小规模冲突，这使得保护国法律在一定程度上有所放松，新闻管制也得到了放松。岛民没有掩饰他们对埃诺西斯日益增长的追求，岛上的报纸经常发表文章抨击英国在当地的政策。1849年8月15日，另一场叛乱爆发，亨利·乔治·沃德平息了这场叛乱，他开始暂时实施戒严令。
1850年11月26日，激进党议员约翰·德托拉托斯·蒂帕尔多斯在伊奥尼亚议会上提出了伊奥尼亚群岛与希腊合并的议案，该议案由耶拉西莫斯·利瓦达斯、纳达利斯·多梅内伊尼斯、乔治·蒂帕尔多斯、弗兰吉斯科斯·多梅内伊尼斯、伊利亚斯·泽尔沃斯·亚科瓦托斯、伊奥西夫·莫姆费拉托斯、泰莱马胡斯·佩齐斯、约安尼斯·蒂帕尔多斯、安盖洛斯·西古罗斯-德西拉斯、赫里斯托祖洛斯·托法尼斯签署。1862年，该党分裂为两个派系——“联合激进党”和“真正的激进党”。在英国统治时期，威廉·格莱斯顿曾造访这些岛屿，并建议它们与希腊合并，这令英国政府感到不满。
1864年3月29日，为了支持新上任的希腊国王乔治一世的统治，英国、希腊、法国和俄罗斯的代表签署了《伦敦条约》，承诺在批准后将伊奥尼亚群岛的主权移交希腊。因此，5月28日，根据高级专员勋爵的公告，伊奥尼亚群岛与希腊合并。

## 南意大利
2010年代初以来，一场在线社会运动被发起，以唤起南意大利居民的希腊意识，并表明部分南部居民希望脱离意大利，强调他们与希腊化地中海的纽带（并希望重建大希腊和两西西里王国）。

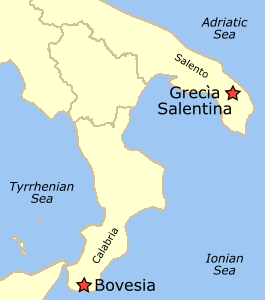
萨伦托和卡里布利亚的格里科语使用区

该运动主要通过Facebook上的页面进行，突出希腊与意大利存在更多相关的历史问题。该历史问题始于公元前8世纪希腊侨民的迁移：语言上的少数民族，在卡拉布里亚、普利亚和墨西拿被称为格里科人（Griko）的现代希腊侨民；以及一般自称大希腊人（Magno Greci）的南方居民。

西西里岛的希腊少数民族旗帜

最大的Facebook页面突出了被称为“大希腊—两西西里王国”（Stato Magna Grecia - Due Sicilie），拥有超过270000名粉丝。这些粉丝主要是意大利人，但也有一些希腊人和格里科人，表达了西西里岛及整个南意大利分离的必要性，即所谓的Mezzogiorno和它与希腊与塞浦路斯的合并。此页面和其他描述意大利的页面突出了古代大希腊和两西西里王国的成就，以及意大利南部人民与希腊的密切关系。

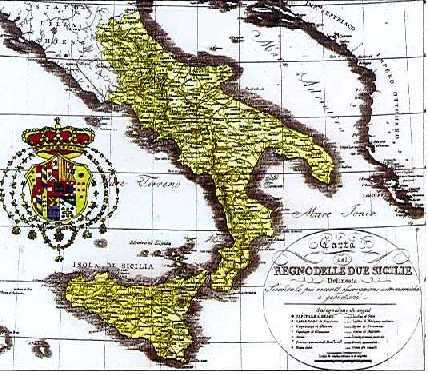
意大利统一前的最后一个南意大利国家，两西西里王国

根据行政人员的说法，加里波第于1860年在西西里岛的战役对意大利统一发挥了决定性作用。对南意大利的许多居民来说，这更多的代表了一种殖民的开始；而对他们来说，统一是根据北意大利的条件建立了，北意大利基本上是强加了自己的权力、语言、文化，南意大利的经济比北方更发达，但这种趋势在统一后发生了逆转。因此，出现了与新波旁主义（義大利語：Neoborbonismo）交织在一起的观点，这是对两西西里王国的一种怀旧形式。这个词诞生于1960年，随着意大利分离主义运动的创建而诞生，同时在2011年左右庆祝意大利统一150周年期间人气显著增加，同样的十年是大希腊寻求独立和再希腊化运动发展的突出时期。新波旁主义运动得到了小型政治运动、业余网站的支持，导致意大利报纸Corriere del Mezzogiorno报道“新波旁复仇主义近年来很流行......”。
在政治层面上，上述“大希腊—两西西里王国”页面的管理员在2023 年希腊全国选举期间敦促追随者投票给支持南意大利独立并与希腊合并的政党。
据意大利媒体报道，由Luigi Lista领导、总部设在那不勒斯的意大利政党“大希腊起义”（義大利語：Insorgenza Magnogreca）将自己描述为南意大利希腊认同的运动。由Domenico Mazza担任主席的“大希腊省委员会”（義大利語：Comitato provincia della Magna Graecia）的成立旨在促进南意大利所有地区联合成为意大利的一个新的独立大区，并与希腊建立更牢固的联系。
在希腊，正式寻求分离南意大利的极右翼政党“希腊世界帝国”（希臘語：Ελληνική Κοσμοκρατορία）与人民东正教阵线、爱国激进联盟（由前金色黎明成员、欧洲议会议员埃莱夫塞里奥斯·西纳季诺斯成立）联合参加了2019年欧洲议会选举，获得了1.23%的选票。

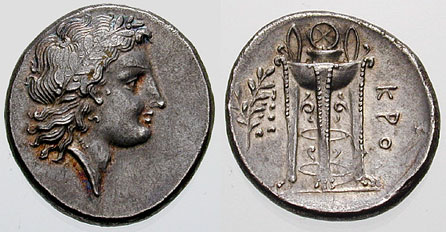
约公元前330—300年的古希腊硬币，发现于南意大利的克罗托内，带有阿波罗的头像（左）和华丽的三脚架（右）

据希腊媒体报道，意大利南部的居民已经拥有了自己的国旗，旗帜上印有象征德尔斐神谕（由皮媞亚决定希腊殖民地在意大利设立的地点）的古希腊三脚架图案。此外，他们还有一首非正式的国歌，由希腊女高音歌唱家索尼娅·塞奥佐里祖创作。

## 另请参阅
- 米亚楚姆
- 塔克西姆（英语：Taksim (politics)）
- 希腊民族主义（英语：Greek nationalism）
- 反土耳其情绪（英语：Anti-Turkish sentiment）